# Moussa Yoro Bathily
Pour les articles homonymes, voir Bathily.
Moussa Yoro Bathily, né en 1946, est un cinéaste sénégalais, également écrivain, scénariste et journaliste.

## Biographie
Moussa Yoro Bathily est sarakholé, né près de Bakel en 1946 d'un père qui exerçait la fonction de gouverneur régional.↵Moussa passe une partie de son enfance à Goudiry une localité pas loin de la frontière malienne où il assiste à des projections en plein air de films français ou de films américains. Après avoir fréquenté l'école coranique, il fréquente l'école coloniale française pour ses études primaires puis le lycée Lamine-Guèye (anciennement Van Vollenhoven) pour les études secondaires. Il s'inscrit en 1968 après le baccalauréat à l'Université Cheikh Anta Diop de Dakar où il obtient une licence, une maitrise en histoire puis soutient une thèse portant sur le député Blaise Diagne.
Il travaille aussi comme enseignant pendant trois ans au lycée Abdoulaye Sadji de Rufisque,.Tout en enseignant, il écrit pour le Le Soleil des articles de critique cinématographique de 1971-1973. Ses écrits seront plus tard primés par Radio France Internationale.
De retour à Dakar, il fréquente le centre culturel français, aujourd'hui Institut français⁣⁣, ⁣ où il rencontre des cinéastes comme  Djibril Diop Mambety et Mahama Johnson Traoré.

## Publications
- 1974 : En circuit fermé, DAEC Coopération
- 1998 : L'avenue des sables[3] (roman)
- 2021 : Blaise Diagne : l'honorable député[4] (roman)

## Filmographie
- 1974 : Fidak, court métrage publicitaire, 20 min
- 1975 : Dakar, impressions matinales, documentaire[5], 20 min
- 1976 : Des personnages encombrants, fiction, 25 min
- 1978 : Tiyabu Biru (La Circoncision)[6], 35 min
- 1981 : Le Certificat d'indigence (CM) Grand Prix au Concours international de films de court métrage, 35 min.
- 1981 : Siggy, docufiction, 40 min
- 1983 : Des sites et des monuments au Sénégal[7], documentaire, 45 min
- 1987 : Petits blancs au manioc et à la sauce gombo[8], 90 min.
- 1993 : L'archer bassari, d'après le roman éponyme de Modibo Sounkalo Keita[9], 90 min.

## Récompenses
Le roman L'avenue des sables publié aux éditions Acoria est primé par le Jury International de Critique  et de Romanciers sous le parrainage conjoint de l'UNESCO et de la fondation Aschtung.